# Юхани Ахо
Юхани Ахо (на фински: Juhani Aho) е финландски журналист, преводач, писател (драматург, романист) – автор на произведения в жанровете драма, съвременен, исторически, любовен роман и документалистика.
Рожденото име на писателя е Йоханес Бруфелдт (на фински: Johannes Brofeldt). Официално го сменя на Юхани Ахо през 1907 г.

## Биография и творчество
Йоханес Бруфелдте роден на 11 септември 1861 г. в Лапинлахти, Финландия, в семейството на свещеника Хенрик Брофелд и Фредрика Снелман. Има 9 братя и сестри. След завършване на лицея „Куопион“ през 1880 г. учи финландски език, литература и история в Хелзинкския университет. Докато е в университета, посещава салона на Елизабет Ярнефелт, където се среща с водещи личности на финландската култура. След дипломирането си през 1884 г. работи като писател и свободен журналист. Пише в няколко списания и е съосновател на вестника „Päivälehti“, предшественик на вестника „Helsingin Sanomat“, на който сътрудничи до смъртта си.
Първите му кратки разкази са публикувани през 1883 г. Темите на разказите му варират от политически алегории до изображения на ежедневието.
Пише в различни стилове, променяйки се с времето. Първият му роман, реалистичният „Rautatie“, е публикуван през 1884 г. и е считан за едно от основните му произведения. По-късно пише в стил неоромантизъм, като най-известното от тези му произведения е романът „Юха“ от 1911 г., екранизиран многократно. Полуавтобиографичният му роман „Сам“ от 1890 г. е модернистичен, противоречиво смел за морала на времето, поради описание на посещение на бордей. Считан е за начало на модерната финландска литература.
Ахо в политиката е свързан с радикални елементи, участва в политическите и социални борби, противопоставя се на руското господство във Финландия и работи за популяризирането на финския език. Активно се занимава с преводи от скандинавските езици и от френски език – Мопасан, Зола, Доде, Лагерлеф.
През 1891 г. се жени за художничката Вени Солдан. По-късно има връзка и със сестра ѝ Матилда (Тили) Солдани, има деца и от двете сестри.
През 1907 г. е удостоен със званието „доктор хонорис кауза“ от Университета на Хелзинки.
Юхани Ахо умира от усложнения от дифтерия на 8 август 1921 г. в Хелзинки.

## Произведения

### Самостоятелни романи
- Rautatie (1884)
- Papin tytär (1885)
- Hellmanin herra; Esimerkin vuoksi ([1886)
- Helsinkiin (1889)
- Yksin (1890)
Сам, изд.: ИК „Персей“, София (2014), прев. Росица Цветанова
- Papin rouva (1893)
- Panu, kuvauksia kristinuskon ja pakanuuden lopputaistelusta Suomessa (1897)
- Kevät ja takatalvi 1 – 2 (1906)
- Juha (1911)
Юха, изд.: ИК „Персей“, София (2015), прев. Росица Цветанова
- Omatunto: saaristokertomus (1914)
- Rauhan erakko (1916)

### Пиеси
- Panu (1903)
- Tuomio (1907)

### Сборници
- Kuvauksia (1889)
- Heränneitä : kuvauksia herännäisyyden ajoilta (1894)
- Eläimiä (1911)
- Vuorilla ja vuorten takana (1912)
- Rakkautta (1919)

### Екранизации
- 1921 Johan – по романа „Juha“
- 1937 Juha
- 1956 Juha
- 1961 Tuomio – ТВ филм
- 1973 Rautatie – ТВ филм
- 1975 Papin rouva – ТВ филм
- 1977 Siihen aikaan kun isä lampun osti – ТВ филм
- 1979 Juha – ТВ филм
- 1999 Juha